# Oosterkerk (Amsterdam)

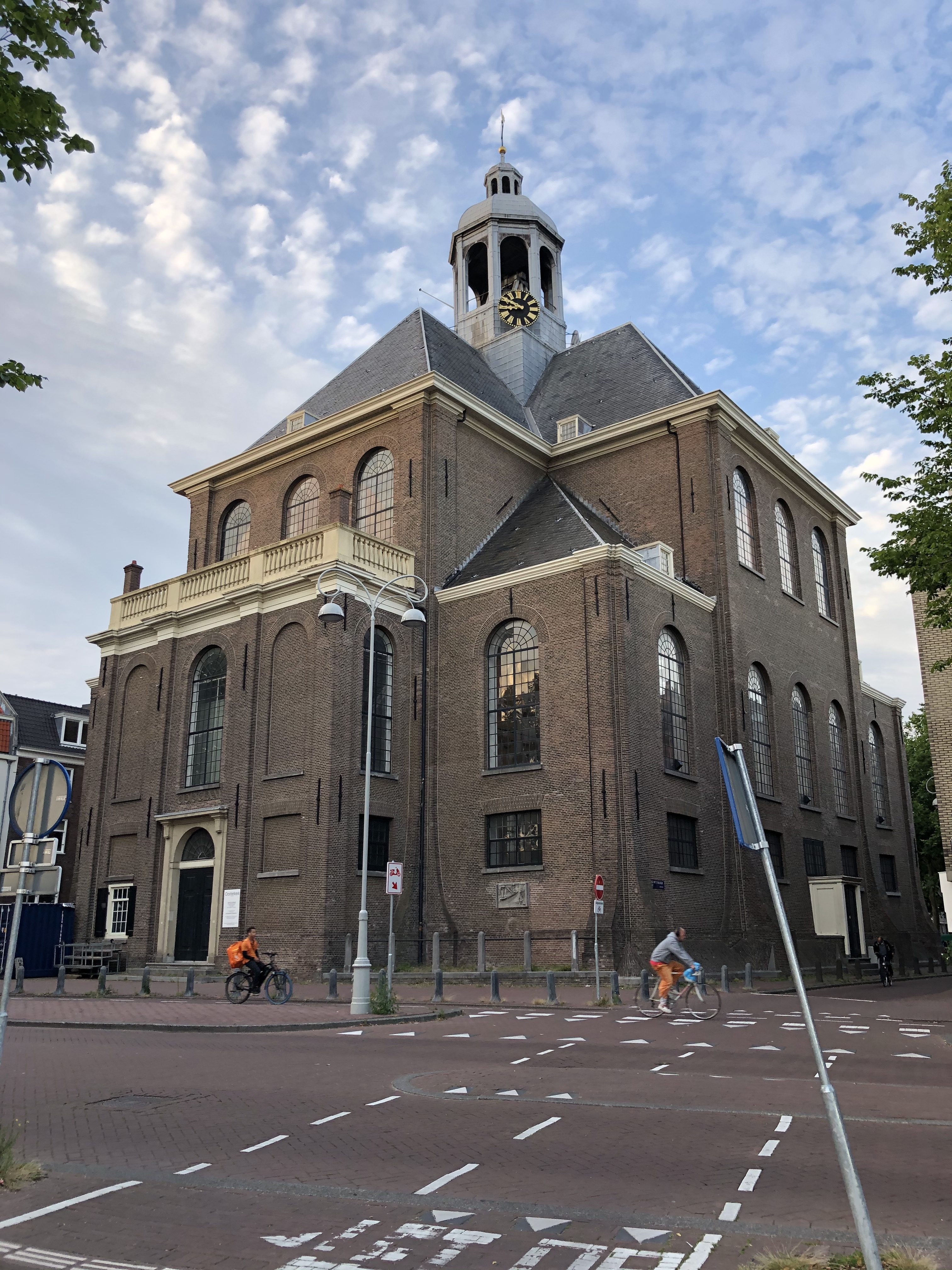
De Oosterkerk gezien vanaf de Pelikaanbrug.

De Oosterkerk is een 17e-eeuws kerkgebouw aan de Wittenburgergracht op Wittenburg in Amsterdam.

## Beschrijving
De plattegrond is een vierkant, door pijlers met bogen verbonden, verdeeld in een gelijkarmig kruis.
In de kerk bevindt zich een Van Oeckelen-orgel uit 1871.
Op de kruising van de hoge schilddaken staat een met lood beklede houten koepeltoren. Daarin hangt een klok, waarop de hele en de halve uren worden geslagen. Rond de klok loopt in reliëf het opschrift:
 Met mijn slagen verdeel ik, de klok, de tijd in gelijke stukken, 
 Pieter Hemony heeft mij gemaakt in Amsterdam in het jaar des Heren 1671.
Het uurwerk onderaan de koepeltoren is afkomstig van de oude beurstoren die ooit op het Rokin stond.

## Geschiedenis

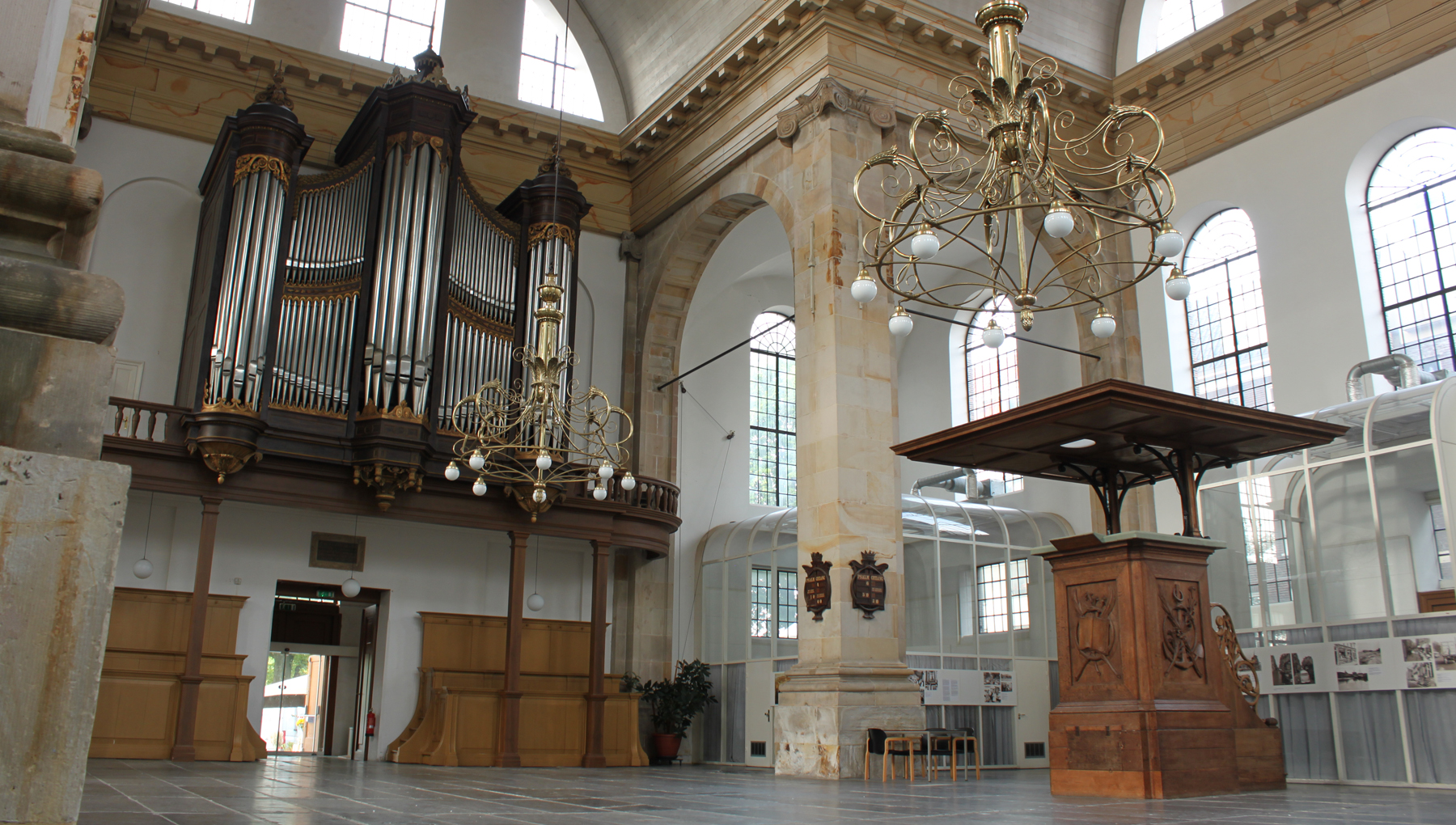
Interieur van de Oosterkerk met het orgel van Petrus van Oeckelen uit 1871.

In 1659 had de vroedschap van Amsterdam besloten om twee kerken te bouwen, de Oosterkerk en de Eilandskerk op het Bickerseiland. Beide houten gebouwen zouden in de toekomst door stenen kerken worden vervangen. De oude Oosterkerk is later vervangen door een stenen kerk, echter niet op de oorspronkelijke plaats op het Rapenburg maar op Wittenburg.

### Bouw
De Oosterkerk werd gebouwd als Nederlands-hervormde kerk in de periode 1669-1671 naar een ontwerp van architect Adriaan Dortsman met medewerking van Daniël Stalpaert.
De Oosterkerk te Amsterdam is de monumentaalste van Stalpaerts kerken. Het was een opdracht van de stad in het kader van de vergroting in 1663. Daar waren in de diverse wijken vier nieuwe kerken voorzien, waarvan alleen de Oosterkerk en de voorlopige Amstelkerk tot stand zijn gekomen. Uit het resolutieboek van de Thesaurieren is bekend dat op 4 juli 1669 het ontwerp van Daniël Stalpaert is goedgekeurd.
De opzet is gelijk aan de Oudshoornse kerk in Alphen aan den Rijn, gebouwd in opdracht van ambachtsheer Cornelis de Vlaming van Outshoorn die ook meerdere malen burgemeester van Amsterdam was, waaronder in 1663, 1668 en 1672.
De grondvorm is een Grieks kruis met lagere hoekvlakken en een aanbouw als ingangsportaal. De balustrade daarop is echter niet in overeenstemming met de stijl van Stalpaert, die daar gewoonlijk een fronton plaatst. Zij sluit meer aan bij de stijl van Adriaen Dortsman, die op 6 juni 1672 in het rekeningenboek van de kerk genoemd wordt als ontvanger van fl. 500,- "Op rek. d'architecture".
Het veelvuldig gebruik van natuursteen is kenmerkend voor hem; we vinden het onder andere in gevels van zijn huizen Herengracht 436, 446 en Keizersgracht 672 - 674. Zijn stijl is wat dynamischer dan dat van Stalpaert die altijd beheerst en ingetogen blijft. Misschien is de bouw van de kerk begonnen door Stalpaert en later overgenomen door Dortsman die het ontwerp naar eigen inzicht heeft gewijzigd.
Op 4 oktober 1671 werd de kerk in gebruik genomen.

### Restauratie
De kerk werd in 1963 wegens bouwvalligheid gesloten. In 1969 kwam de Oosterkerk in bezit van de gemeente Amsterdam en werd de kerk grotendeels in historische staat hersteld. Vóór de restauratie had de gemeente overigens plannen om de kerk te slopen als onderdeel van het grootschalige stadsvernieuwingsproject. Door optreden van de buurtbewoners is dat uiteindelijk niet gebeurd.
Van 1985 tot 2012 werd de kerk gebruikt door instellingen op sociaal en maatschappelijk gebied. Sinds die instellingen in buurthuis 'De Witte Boei' gevestigd zijn, wordt de Oosterkerk voornamelijk gebruikt als concertzaal, kantoorruimte, expositieruimte en voor bijeenkomsten. De Stichting Oosterkerk organiseert er onder andere laagdrempelige, gratis toegankelijke concerten.
Sinds begin 2007 is er discussie over het toekomstig bestemming van de Oosterkerk. De Gemeente Amsterdam, eigenaar van het gebouw, overweegt de Oosterkerk samen met ander gemeentelijk vastgoed te verkopen. De wensen van buurtbewoners voor een toekomstige bestemming zijn divers. Over het algemeen wordt er gehoopt dat het gebouw zijn buurtfunctie blijft houden.

## Afbeeldingen

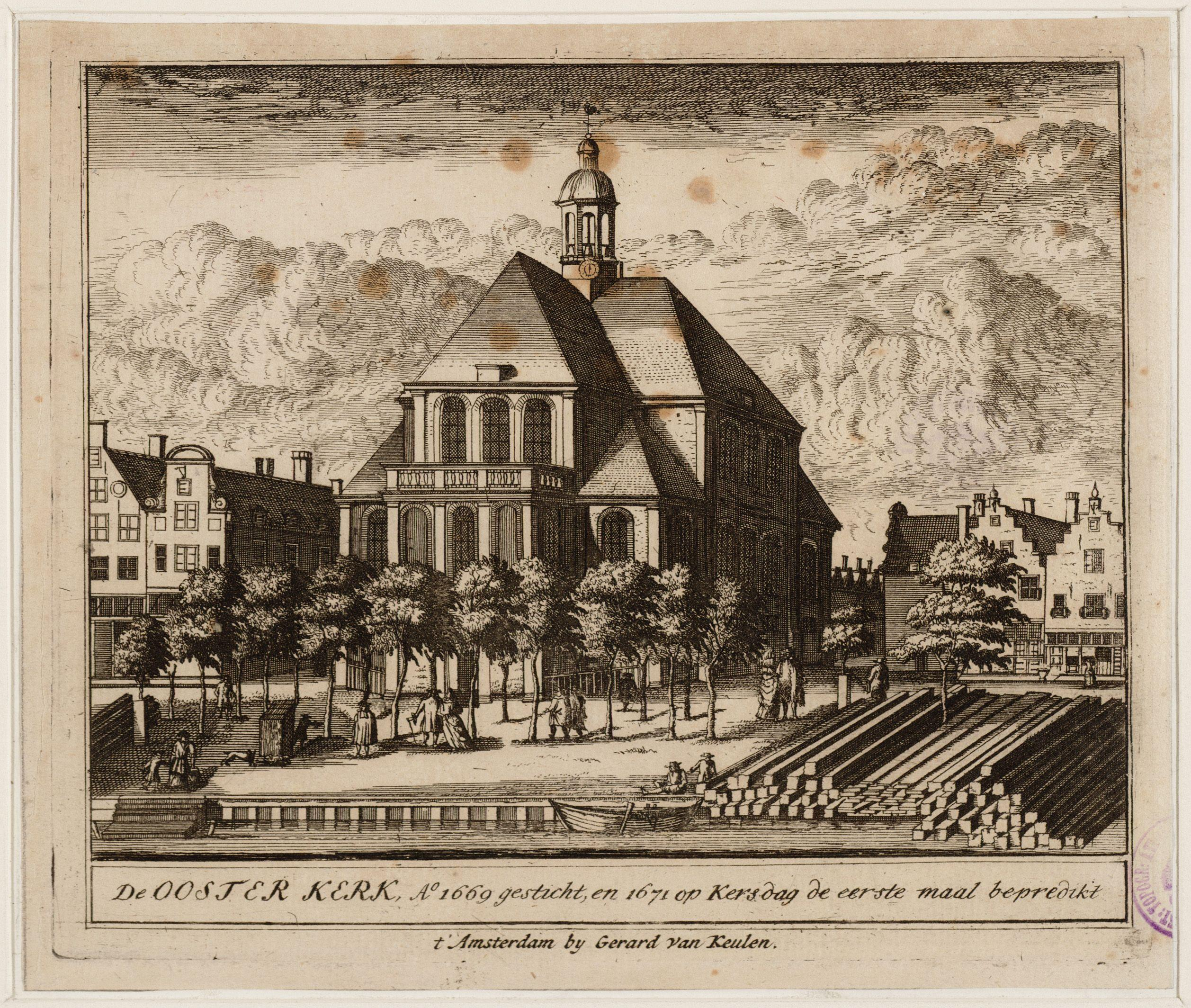
De Oosterkerk in 1672.
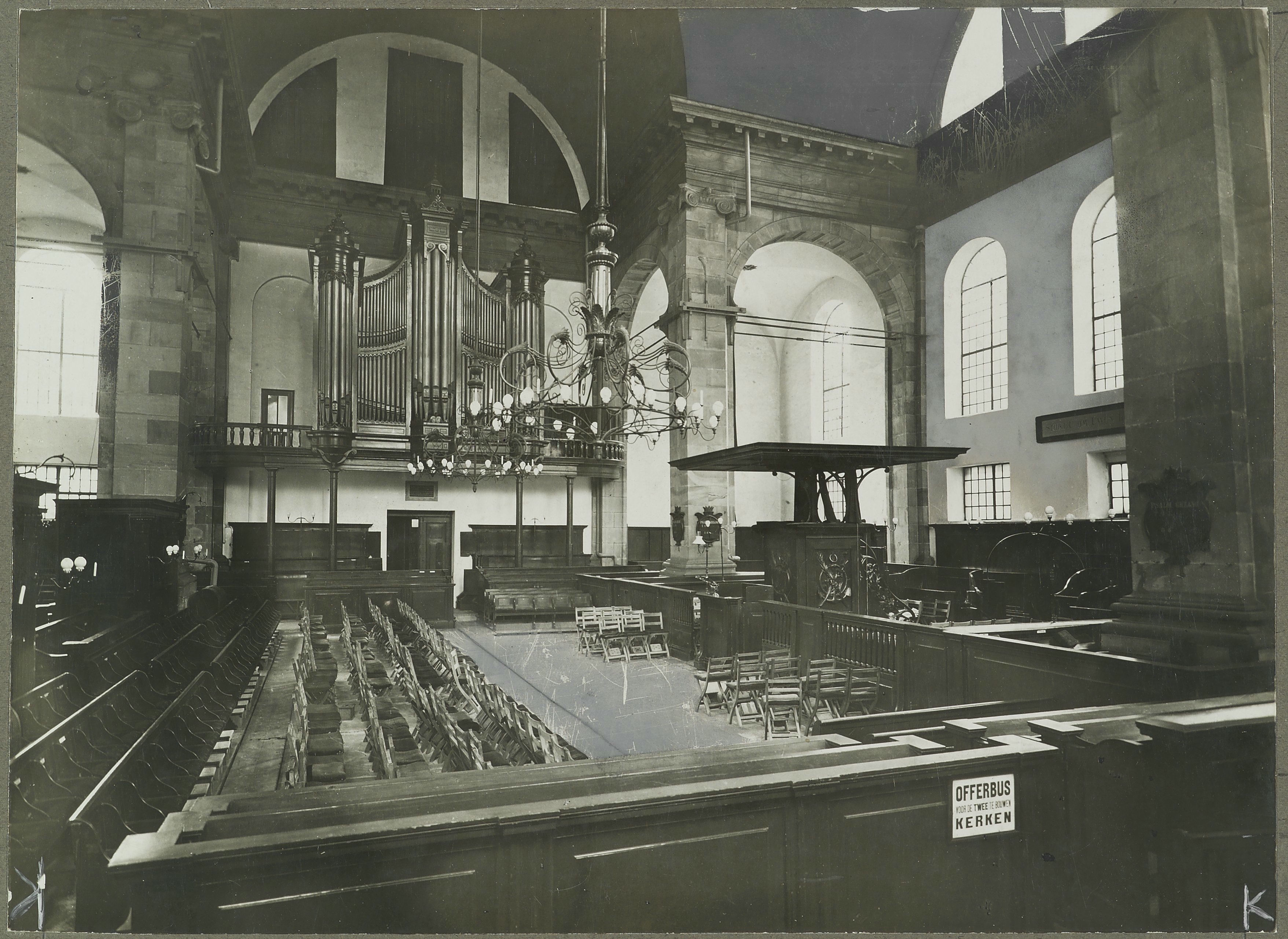
Interieur van de Oosterkerk gezien naar het zuidwesten.
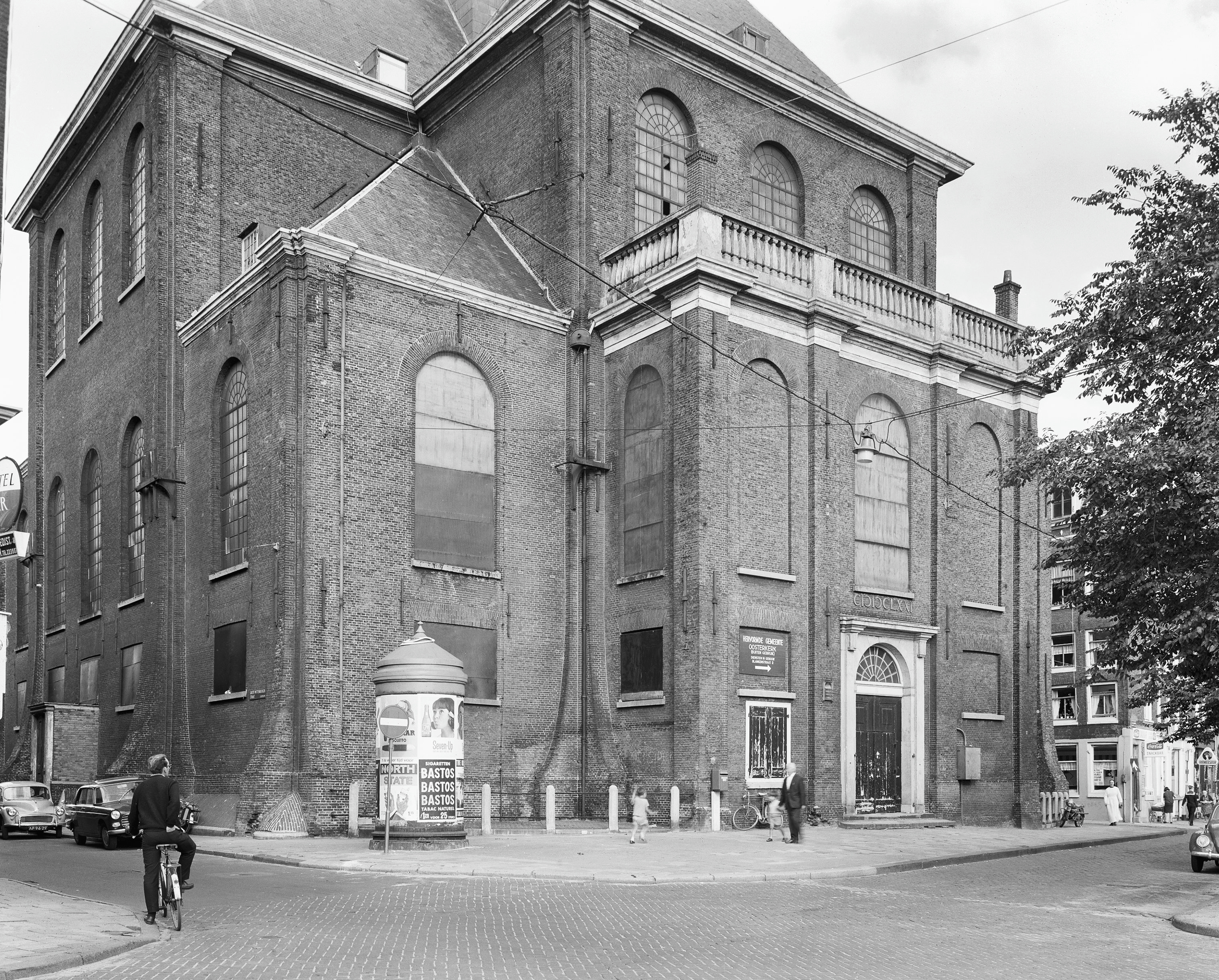
De kerk op een foto uit 1965. Hier is goed te zien dat de kerk op dat moment in slechte staat was. Er waren plannen van de gemeente om de kerk te slopen.
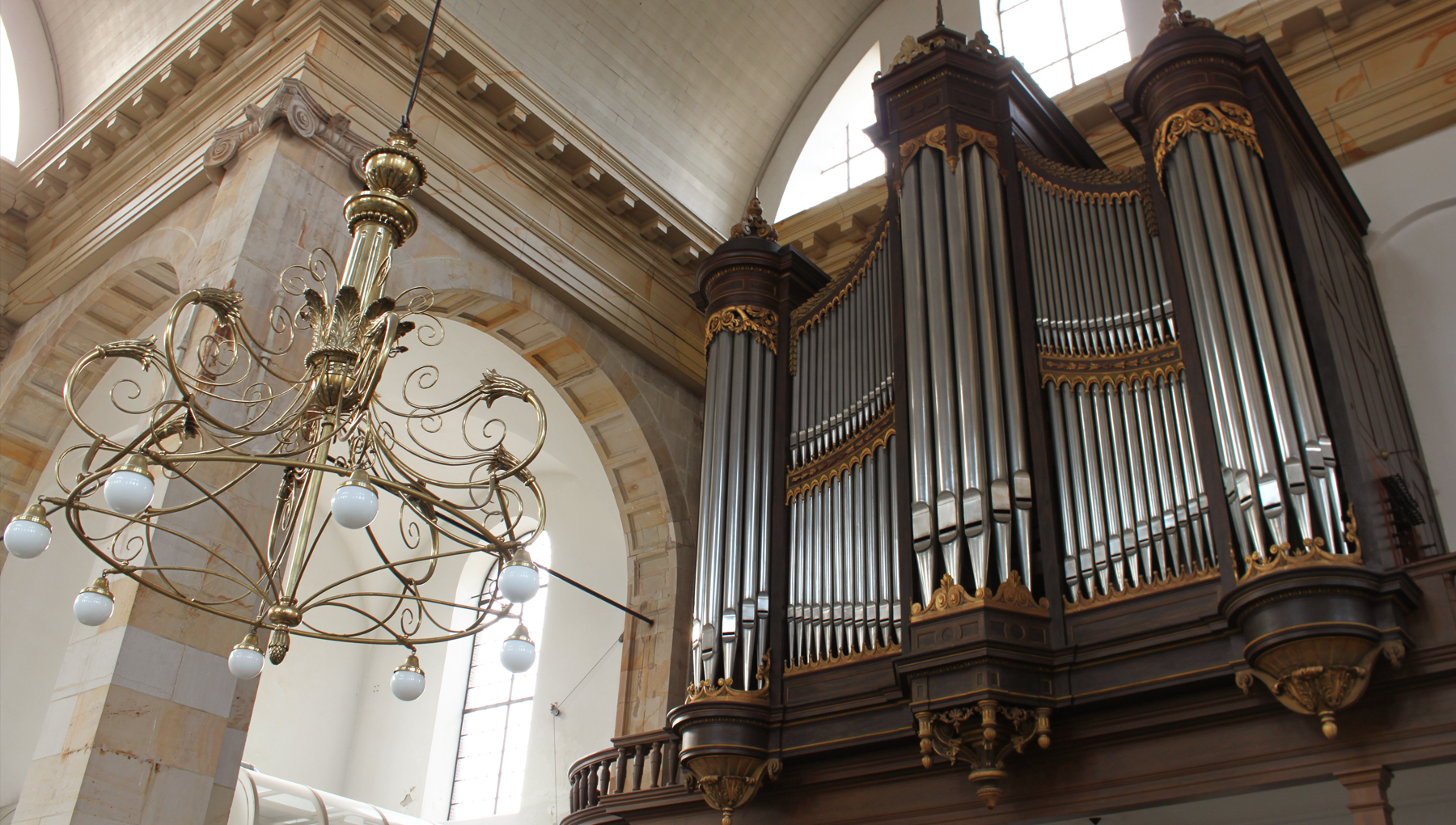
Het Van Oeckelen-orgel (1871)
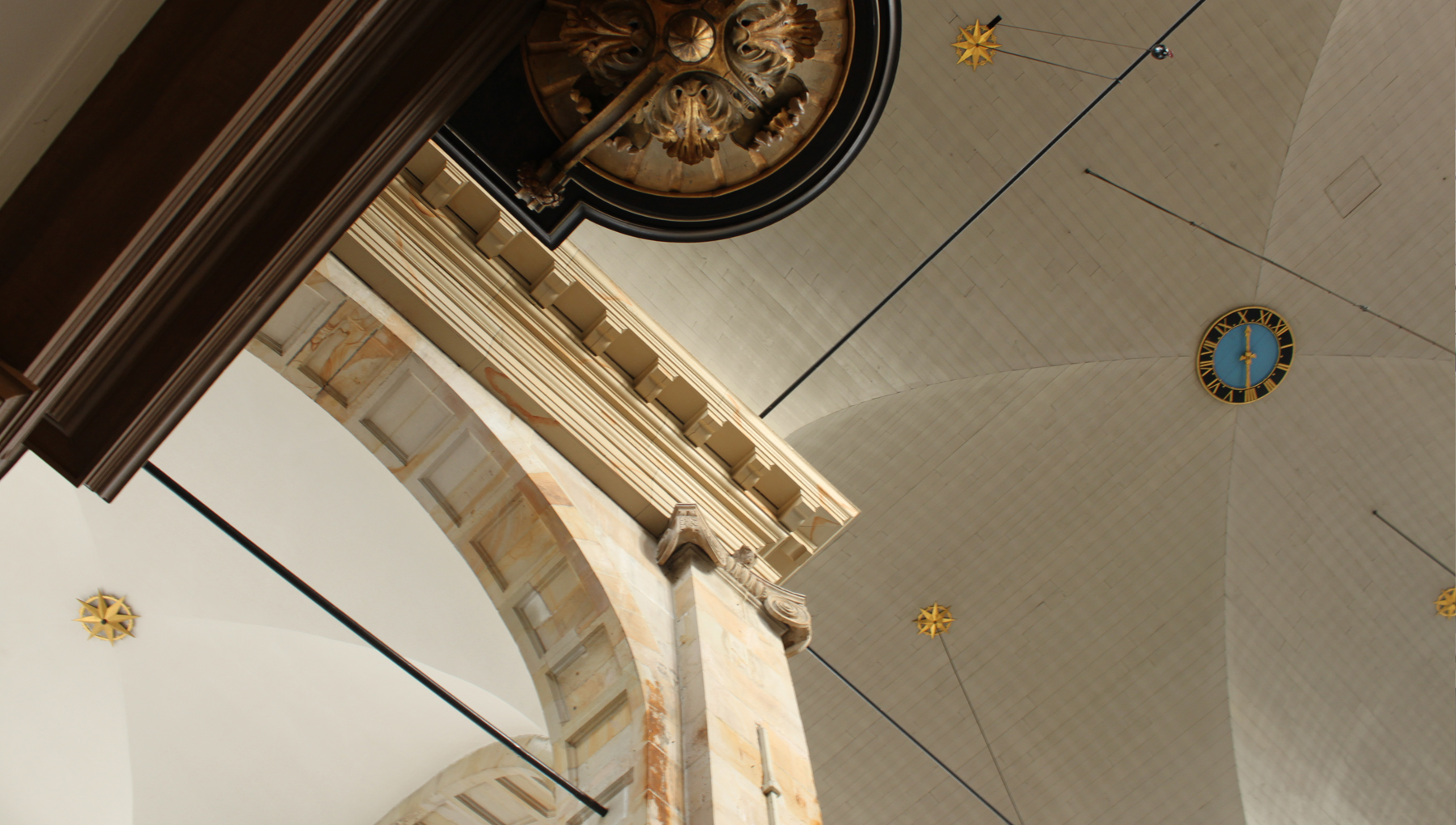
Plafond klok
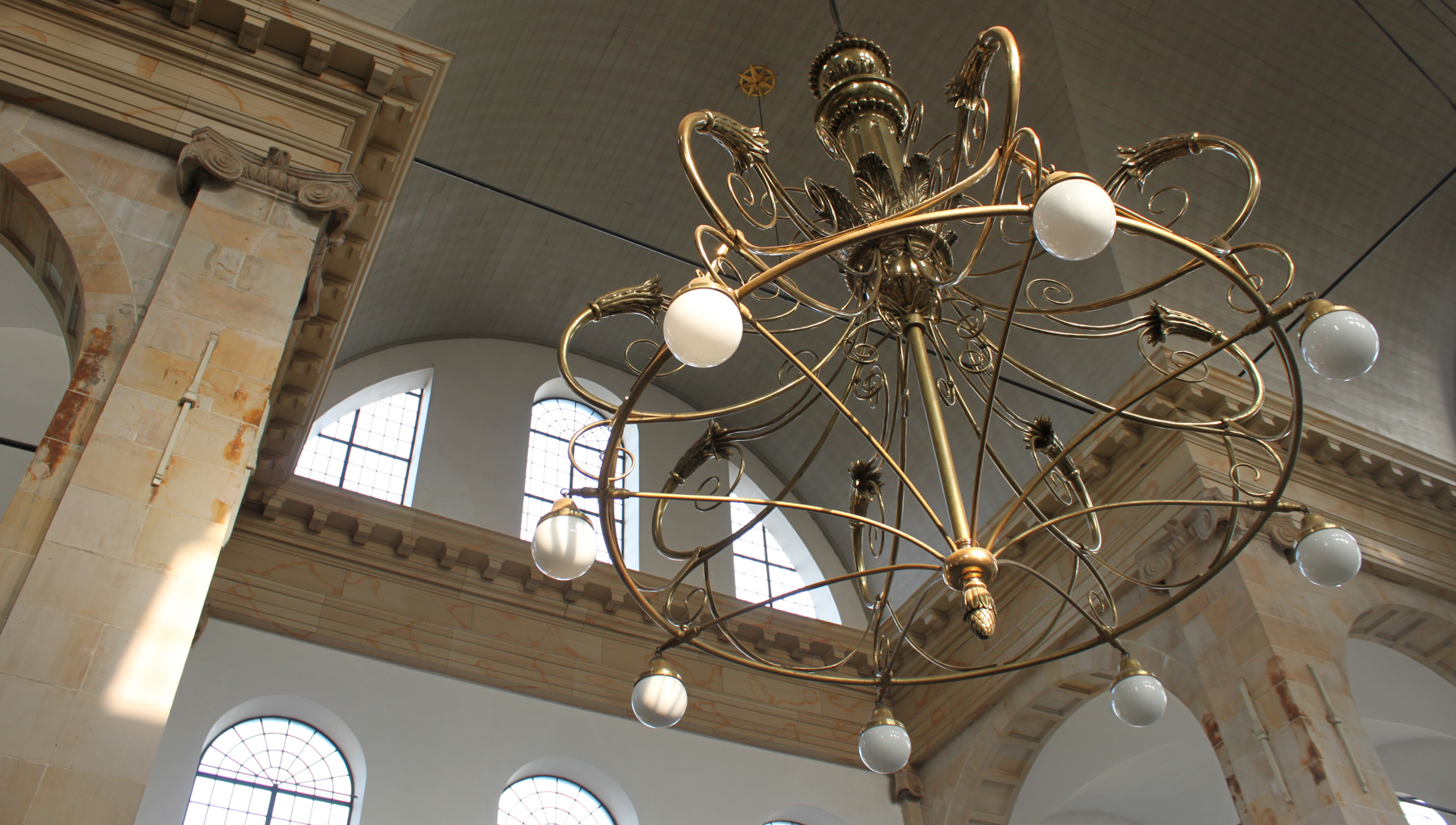
Interieur Oosterkerk
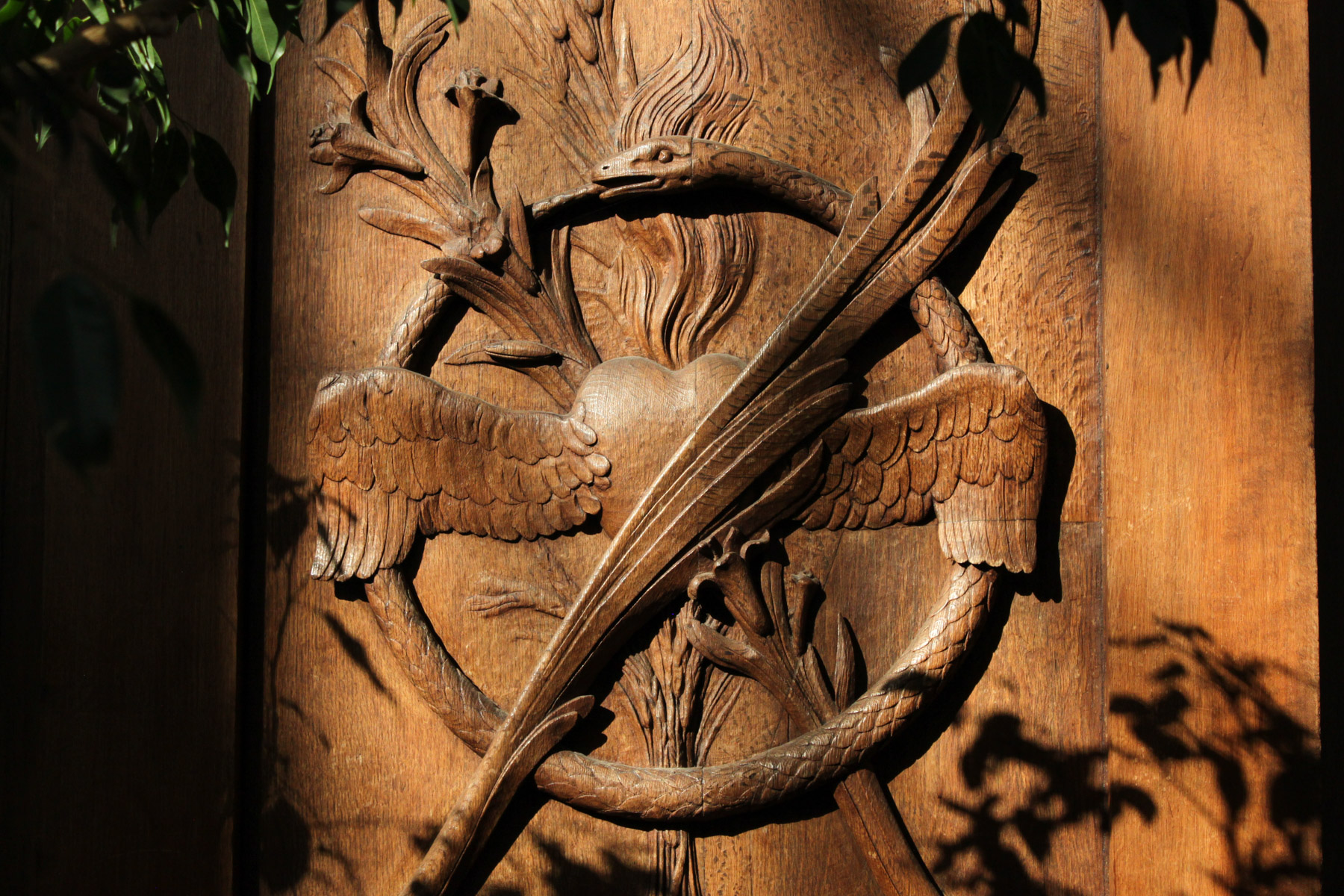
Houtsnijwerk preekstoel Oosterkerk
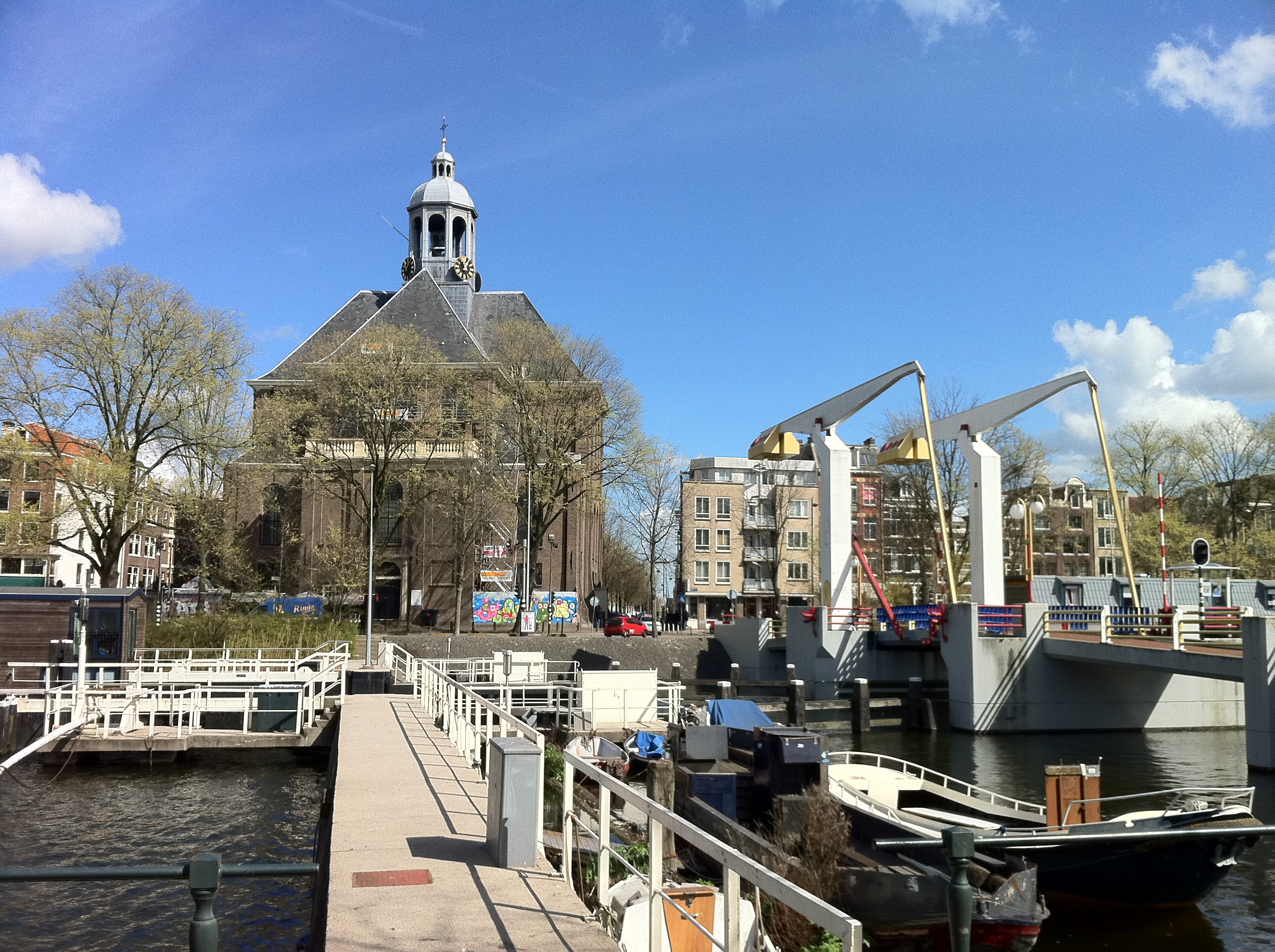
Kerk gezien vanaf de Nieuwe Vaart, met aan de rechterkant de Pelikaanbrug; 2012.
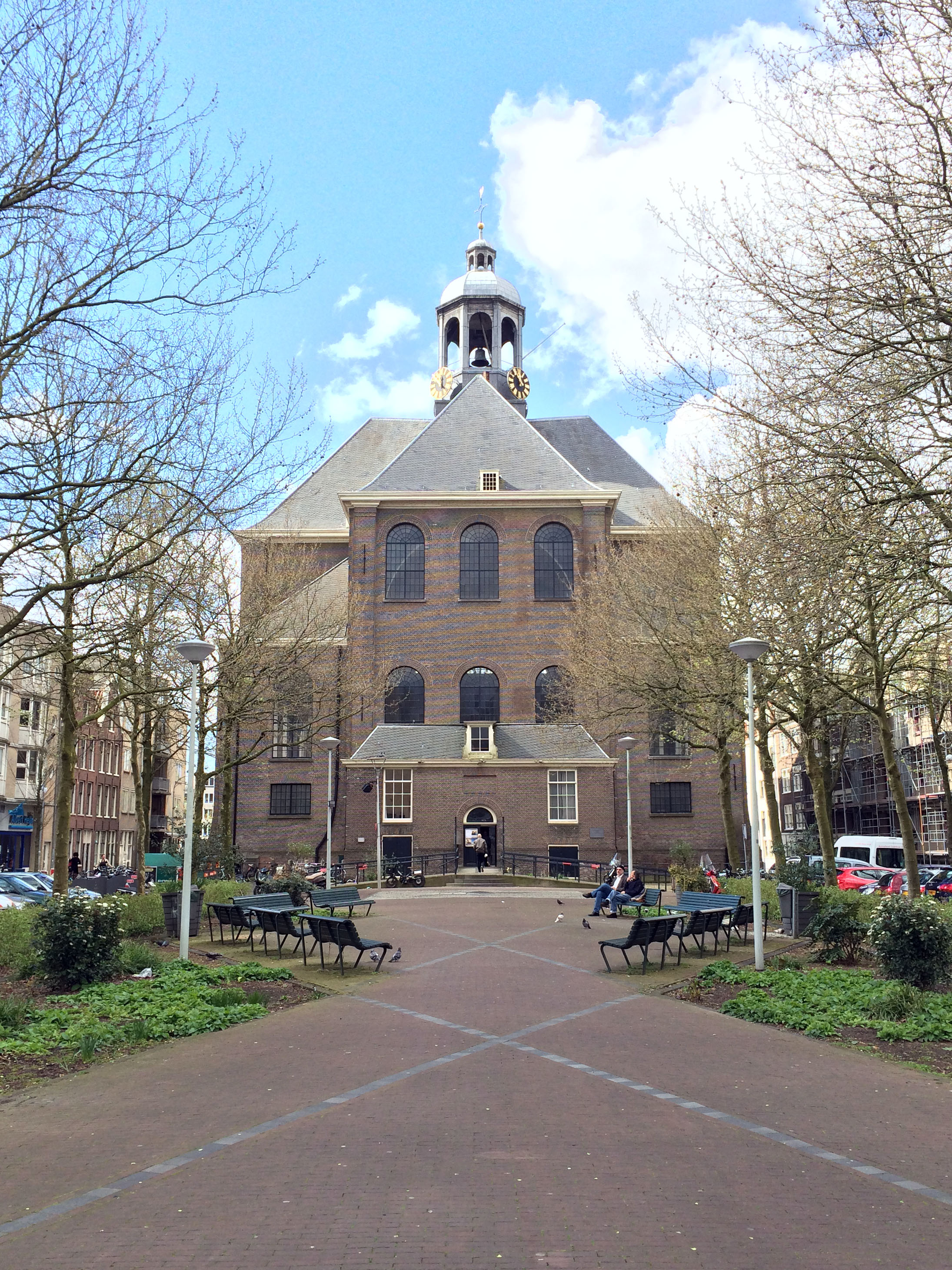
De Oosterkerk, noordzijde, gezien vanaf het Marie Altelaarplein; 2016.
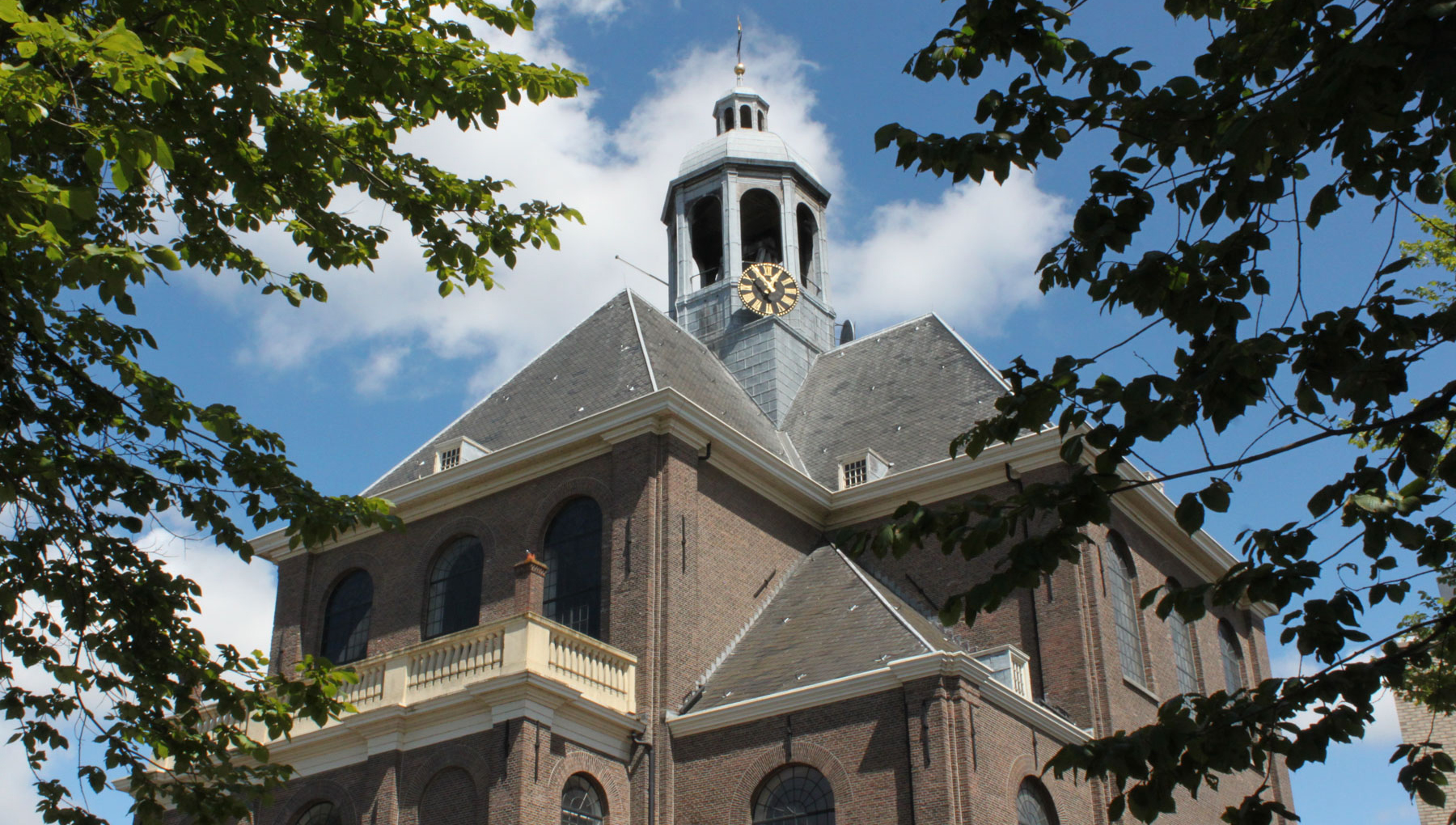
Oosterkerk, zuidzijde, gezien vanaf de Wittenburgergracht; 2018.

## Navolging in Emmerik
De Christuskirche in het Duitse Emmerik is gebouwd naar voorbeeld van de Oosterkerk.